# Словник української мови (Білецького-Носенка)
Словник української мови (рос. Словарь малороссийского языка) — перекладний українсько-російський словник укладений у 1830-40-их роках Павлом Білецьким-Носенком. Частина повної назва словника звучить так: Словник малоросійської чи південно-східноросійської мови, укладений по вимові, як мовлять в Малій та Південній Росії... (рос. Словарь малороссийского или юго-восточнорусского языка…, составленного по произношению, каким говорят в Малой и Южной России….
Маючи 380 сторінок і майже 20 тис. визначень словник був найбільшим українським словником у першій половині 19 ст., однак не мав жодного впливу на розвиток україномовної лексикографії у 19 ст. через те що у 1830-их Білецький-Носенко так і не зміг його надрукувати і друком він з'явився лише посмертно у 1966 році (під редакцією Василя Німчука).

## Видання словника
Словник було початково написано Білецьким-Носенком у 1830-их роках, однак манускрипт зі словником було втрачено й Білецький-Носенко мусив знову його укладати впродовж 1838–1843 років.
Словник Білецького-Носенка - це диференційний українсько-російський словник, у реєстрі якого подано тільки ті елементи, що лексично, фонетично, дериваційно й семантично відмінні в російській та українській мовах; наприклад, Бабак (байбак) Сурок; Багато Много; Де Где; Ирдити Рдеть, краснеть. У його словникових статтях широко наводяться фразеологізми, приказки, прислів'я, фрази з живого мовлення тощо, іноді подаються етимологічні відомості.
Словник складено на основі власних записів автора українських говірок, насамперед Лівобережжя, історичної Полтавщини, творів тогочасних письменників. Тут є також слова з давніх пам'яток. До реєстру введено флексії, суфікси (при яких часто даються парадигми змінних слів), префікси. 
Перед текстом словника вміщено мовну розвідку Про мову малоросійську (рос. О языке малороссийском), що є однією з перших спроб висвітлення історії української мови. Після тексту словника вміщено мовну розвідку Про додаткові закінченнєві корені слів та об'єднаних коренях та об'єднаних прийменників, як нові джерела відтворення ідей (рос. О придаточных окончательных корнях слов и слитных предлогах как новых источниках изображения идей) — чи не першу з дериватологічних праць в українському мовознавстві.
До нашого часу дійшли тільки рукопис і одна копія словника. Передрук опубліковано у києві 1966 році у серії «Пам'ятки української мови»).
Видання
- рукопис: Павел Белецкий-Носенко. Словарь малороссийского или юго-восточнорусского языка (1841) (рос.) (укр.)
- перше видання: Павло Білецький-Носенко. Словник української мови. Підготував до видання: Василь Німчук; Відп. ред. К. К. Цілуйко. Київ: Наук. думка; Київ: АН УРСР. Ін-т мовознавства їм. О. О. Потебні. 1966. 419 стор.  (Пам'ятки української мови). (djuv) (pdf)